# Drenak (Kriva Palanka)
Drenak (macedónul: Дренак) település Észak-Macedóniában, a Északkeleti körzetben, Kriva Palanka községben.

## Népesség
| Lakosok száma | 436  | 501  | 307  | 252  | 132  | 74   | 70   | 44   | 17   |
|               | 1948 | 1953 | 1961 | 1971 | 1981 | 1991 | 1994 | 2002 | 2021 |

- 2002-ben 44 lakosa volt, akik mindannyian macedónok.